# Chilaquiles
Le chilaquiles sono un antipasto messicano spesso consumato a colazione o durante il brunch.

## Caratteristiche
Per chilaquiles si intende delle tortilla di mais che, dopo essere state tagliate in quarti e leggermente fritte, vengono ammorbidite e insaporite in un composto a base di salsa verde o rossa, carne di pollo, formaggio e fagioli fritti. Possono anche essere aggiunti altri ingredienti fra cui la cosiddetta crema (un prodotto caseario a base di panna e latticello), queso blanco (un formaggio diffuso nel Sud America), anelli di cipolla cruda, fette di avocado, uova strapazzate o fritte, manzo e guacamole come contorno. Questa specialità viene spesso preparata riutilizzando delle tortilla avanzate.

## Alimenti simili
Nel Messico centrale le chilaquiles vengono preparate versando la salsa all'ultimo momento sul piatto. Ciò permette alle tortilla di rimanere croccanti. A Guadalajara vengono preparate delle zuppe cazuela in cui vengono immerse delle tortilla croccanti che rendono il composto risultante simile alla polenta. Nello stato di Sinaloa, le chilaquiles vengono talvolta preparate con una salsa bianca mentre nel Tamaulipas, sul lato nord-est del Paese, si accompagnano con una salsa di pomodoro. Negli USA viene preparato un piatto simile a base di corn chips che prende il nome di frito pie.